# ألين (كيبك)
ألين (بالإنجليزية: Alleyn-et-Cawood, Quebec)‏ هي بلدية محلية في كيبيك تقع في كندا في Pontiac Regional County Municipality. يقدر عدد سكانها بـ 168 نسمة ومساحتها 325.30 كم2 .